# Magatzems Albareda
Magatzems Albareda és una obra de Cervera (Segarra) protegida com a Bé Cultural d'Interès Local.

## Descripció
Conjunt arquitectònic situat a la carretera L-303, dominada per la presència de magatzems de diferents especialitats. Els magatzems Albareda aglutinen tres espais: habitatge, botiga i magatzems pròpiament dits. La façana principal està constituïda per dos nivells: la botiga a la planta baixa, amb obertures remarcades amb maó i la primera planta amb tres obertures remarcades amb estuc per una única balconada. Entre aquestes obertures i la cornisa, rematada per una balustrada, s'obren tres òculs el·líptics sota teulada. La part posterior de l'edifici està constituïda per dos cossos que parteixen de la façana principal, creant una forma d'U i que s'uneixen a la part posterior mitjançant una portada amb el tester ondulat, que dona pas al pati o espai restant entre els dos cossos esmentats. Mentre que el cos de la dreta està cobert a dobles vessant i presenta només dos nivells d'obertures, el de l'esquerra està cobert a quatre vessants i s'aixeca fins elevar l'edifici a quatre nivells, tots amb obertures d'arc de mig punt remarcades amb maó, en un clar contrast amb el color clar de l'arrebossat.